# Kushiro subprefektur
Kushiro (japanska: 釧路総合振興局?, Kushiro-sōgō-shinkō-kyoku) är ett förvaltningsområde (subprefektur) i Hokkaido prefektur i Japan. Området ligger på östra delen av Hokkaido. Det omfattar en stad samt sju landskommuner. Landskommunerna är grupperade i fem distrikt, men dessa har ingen administrativ funktion utan fungerar i huvudsak som postadressområden.
Inom subprefekturen finns två nationalparker:
- Kushiro-shitsugen - våtmarksområde med japansk trana (Grus japonensis)[2]
- Akan - bergslandskap med vulkaniska kratrar och skog

## Administrativ indelning
| Namn        | Namn     | Areal (km²) | Folkmängd (2022) | Distrikt       | Typ                  |
| Romaji      | Kanji    | Areal (km²) | Folkmängd (2022) | Distrikt       | Typ                  |
| ----------- | -------- | ----------- | ---------------- | -------------- | -------------------- |
| Akkeshi     | 厚岸町   | 739,27      | 8 415            | Akkeshi        | Landskommun (köping) |
| Hamanaka    | 浜中町   | 423,63      | 5 281            | Akkeshi        | Landskommun (köping) |
| Kushiro     | 釧路市   | 1 363,29    | 160 140          | inget distrikt | Stad                 |
| Kushiro-chō | 釧路町   | 252,66      | 18 684           | Kushiro        | Landskommun (köping) |
| Shibecha    | 標茶町   | 1 099,37    | 6 980            | Kawakami       | Landskommun (köping) |
| Shiranuka   | 白糠町   | 773,13      | 7 003            | Shiranuka      | Landskommun (köping) |
| Teshikaga   | 弟子屈町 | 774,33      | 6 724            | Kawakami       | Landskommun (köping) |
| Tsurui      | 鶴居村   | 571,80      | 2 518            | Akan           | Landskommun (by)     |